# Humiriaceae
Humiriaceae (o, alternativamente Houmiriaceae Juss.) es una familia de árboles perennes que comprende 8 géneros y unas 50 especies. La familia es nativa del neotrópico, excepto una especie del trópico en el oeste de África. 

## Descripción
Son árboles, generalmente con coronas densas de hojas obscuras y corteza interna rojo obscura; plantas hermafroditas. Hojas alternas, enteras a serradas. Inflorescencia una panícula axilar o terminal, flores actinomorfas; sépalos 5, más o menos connados en un tubo o cúpula; pétalos 5, libres; estambres 10–numerosos, connados en la base, conectivo de la antera generalmente producido como un apéndice apiculado; disco intrastaminal, cupuliforme, dentado o compuesto de escamas libres; ovario ovoide o elipsoide, con placentación axial y 1–2 óvulos por lóculo. Fruto drupáceo, más o menos elipsoide, exocarpo con pulpa delgada a fibrosa y endocarpo leñoso muy duro, generalmente con cavidades redondeadas llenas de resina, 5-septado y con 5 opérculos longitudinales o valvas, pero generalmente solo 1–2 semillas se desarrollan.

## Taxonomía
La familia fue descrita por Antoine Laurent de Jussieu y publicado en Flora Brasiliae Meridionalis (quarto ed.) 2(13): 87. 1829. El género tipo es: Humiria Aubl.

## Géneros
- Duckesia
- Endopleura
- Hylocarpa
- Humiria (Houmiria)
- Humiriastrum
- Sacoglottis
- Schistostemon
- Vantanea